# Specklinia imbeana
Specklinia imbeana är en orkidéart som först beskrevs av Alexander Curt Brade, och fick sitt nu gällande namn av Fábio de Barros och V.T.Rodrigues. Specklinia imbeana ingår i släktet Specklinia och familjen orkidéer. Inga underarter finns listade i Catalogue of Life.